# Sporup-stenen
Sporup-stenen er en runesten, fundet i Sporup i 1966. Stenen blev fundet i forbindelse med hvidtning og indlæggelse af centralvarme lige inden for kirkens tilmurede syddør, hvor den har været genanvendt som tærskelsten. Runestenen er ornamenteret med en tyk slange, som omslutter indskriften. Den ser ud til at være ristet af en amatør.

## Indskrift
| Translitteration | þurkil : suiþbalki : ris(þ)- --in : þinsi (:) ...R : tuka : (f)a--- --n iR : s(k)…             |
| Transskription   | Þorkel Swiþbalki resþ[i] [st]en þænsi [æfti]R Toka, fa[þur] [si]n er sk[ip](?) ...             |
| Oversættelse     | Thorkil Svidbalke rejste denne sten efter sin fader Toke, han sk… (ejede skib med/skulle … (?) |

Indskriften er ordnet i konturordning begyndende i nederste højre hjørne. Den afsluttes af et runebånd midt på stenen. Navnet Thorkil kendes fra flere andre danske og skånske runesten, mens Svidbalke kendes fra den islandske Landnamabók. 